# Vertigo Entertainment

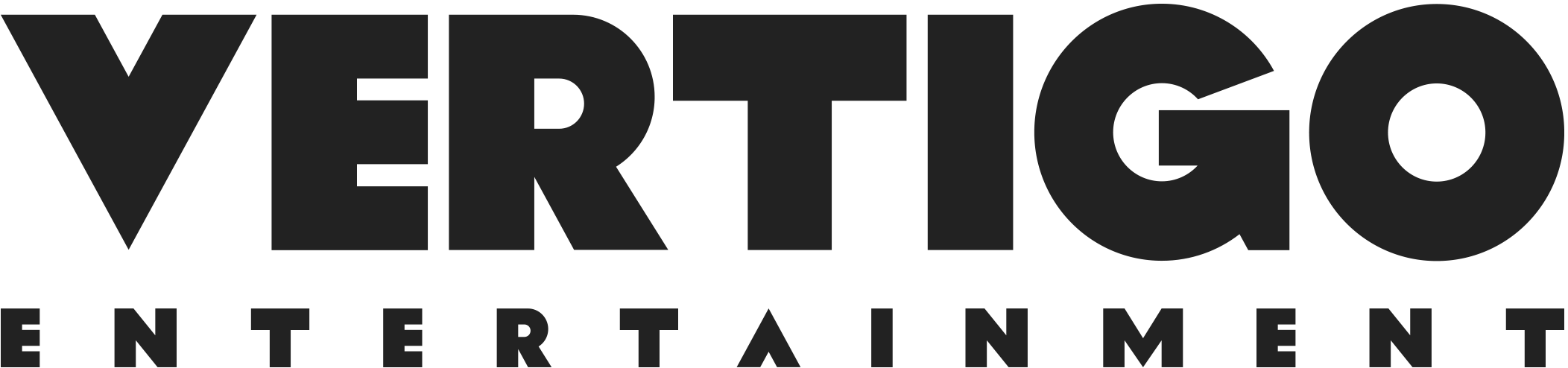
En tidigare logga för företaget, som användes mellan åren 2015 och 2019.

Vertigo Entertainment är ett amerikanskt film- och TV-produktionsbolag baserat i Los Angeles, som grundades av Roy Lee och Doug Davison, under år 2001.

## Filmografi (i urval)

### Biofilmer

#### 2000-talet
- 2002 – The Ring
- 2004 – The Grudge
- 2005 – The Ring 2
- 2005 – Dark Water
- 2006 – Eight Below
- 2006 – Huset vid sjön
- 2006 – The Departed
- 2006 – The Grudge 2 - Förbannelsen fortsätter
- 2007 – The Invasion
- 2008 – The Eye
- 2008 – Shutter
- 2008 – The Strangers
- 2008 – My Sassy Girl
- 2008 – Quarantine
- 2009 – The Uninvited
- 2009 – The High School Conspiracy
- 2009 – The Grudge 3
- 2009 – The Echo

#### 2010-talet
- 2010 – Possession
- 2011 – The Roommate
- 2011 – Quarantine 2: Terminal
- 2011 – Abduction
- 2011 – The Incident
- 2012 – The Woman in Black
- 2013 – Oldboy
- 2014 – Lego-filmen
- 2014 – The Voices
- 2014 – The Woman in Black 2: Angel of Death
- 2015 – Run All Night
- 2015 – Poltergeist
- 2015 – Hidden
- 2016 – The Boy
- 2016 – Blair Witch
- 2017 – Sleepless
- 2017 – Rings
- 2017 – The Lego Batman Movie
- 2017 – Death Note
- 2017 – Det
- 2017 – The Lego Ninjago Movie
- 2017 – The Disaster Artist
- 2018 – Extinction
- 2019 – Polaroid
- 2019 – Lego-filmen 2
- 2019 – Det: Kapitel 2
- 2019 – Doctor Sleep

#### 2020-talet
- 2020 – The Grudge
- 2020 – The Turning
- 2020 – Brahms: The Boy II
- 2020 – His House
- 2022 – Barbarian
- 2022 – Don't Worry Darling
- 2023 – The Mother
- 2023 – Nimona
- 2023 – Cobweb
- 2023 – Woman of the Hour
- 2023 – Boy Kills World
- 2023 – Five Nights at Freddy's
- 2024 – Ordinary Angels
- 2024 – The Strangers: Chapter 1
- 2024 – Salem's Lot
- 2025 – Companion
- 2025 – A Minecraft Movie
- 2025 – Until Dawn

#### Kommande
- 2025 – Weapons
- 2025 – The Long Walk